# Metagonia atoyacae
Metagonia atoyacae är en spindelart som beskrevs av Willis J. Gertsch 1971. Metagonia atoyacae ingår i släktet Metagonia och familjen dallerspindlar. Inga underarter finns listade i Catalogue of Life.